# Діатипосіс
Діатипосіс (грец. Διατύπωσις) — монастирський грецький ктиторський статут, автором якого вважають Афанасія Афонського (помер близько 1000 року), одна з редакції Студійського статуту.
Діатипосісом є монастирський грецький ктиторський устав як одна з редакцій Студійського уставу. Діатипосіс давньо-грецькою мовою звучить як Διατύπωσις і перекладається як Устав, але має значення слів «зразок» чи «форма». Його повна назва звучить як «Устав святого і блаженного отця нашого Афанасія» (грец. Ἡ διατύπωσις τοῦ ὁσίου καί μακαρίου πατρός ἠμών Ἀθανασίου). В його основі лежить коротка версія Іпотипосіса Феодора Студита.

## Опис
Має дві рівнозначні частини: 
- дисциплінарну із викладом правил про монастирський побут та обрання ігумена
- літургічну — устав богослужіння для даного монастиря, побудований загалом на уставі пасхальної служби та окремих вказівок про піст і свято Благовіщення, запозичених з Іпотипосіса та видозмінених відповідно до звичаїв та устрою Великої лаври.

В науковій літературі, особливо попередніх століть, Діатипосіс часто і називається і має рівнозначне значення із Типіконом чи Типіком, що також є уставом (грец. Τυπικόν от τύπος — «зразок», «устав») — книгою зразків, збірником церковних приписів (рубрик) як звершувати окремі денно-нічні богослужіння в тому чи іншому випадку.
Крім того, Діатіпосис належить до групи так званих «ктиторських Типіків» — назва ктиторський Типікон чи Устав, пов'язана з тим, що такий устав давався тому чи іншому монастирю його засновником, ктитором, у даному випадку — це прп. Афанасій, засновник  Великої Лаври на Афоні, монастиря, для якого наприкінці життя він і склав вказаний Діатипосіс. Більшість таких Типиків називаються також Студійськими, оскільки вони найбільш близькі до уставу Студійського монастиря.